# Emanuel Bremermann
Emanuel Bremermann (Paysandú, 1994) es un periodista, crítico de cine y escritor uruguayo.

## Biografía
Estudió Comunicación Social en la Universidad Católica del Uruguay.
Bremermann es editor de Espectáculos y Cultura en El Observador, en donde trabaja desde 2016. También forma parte del programa Oír con los ojos, de Radiomundo. Es cofundador, integrante y conductor del pódcast Santas Listas, junto a Nicolás Tabárez y Pablo Staricco. 
En diciembre de 2022 presentó su primer libro Los murciélagos, una colección de relatos.
En 2022 Emanuel Bremermann fue galardonado con el Premio Nacional de Literatura, categoría Ópera Prima, otorgado por el Ministerio de Educación y Cultura.